# Государственный историко-литературный музей-заповедник А. С. Пушкина
Государственный историко-литературный музей-заповедник А. С. Пушкина — музей в Одинцовском городском округе Московской области.

## Описание

### Большие Вязёмы
Музей-заповедник создан в апреле 1987 года на территории и в зданиях дворцово-паркового ансамбля XVI—XIX веков усадьбы Вязёмы, включающих бывший дворец князей Голицыных XVIII века, два флигеля XVIII века, конный двор и хозяйственные постройки, парк, пруд.
В усадьбе Вяземы во дворце князей Голицыных развернута интерьерная экспозиция. В ней собраны уникальные образцы мебели XVIII—XIX веков, редчайший фарфор от именитых производителей XVIII—XIX веков, исключительное собрание книг XVIII—XIX веков и многое другое. Стоит также отметить шедевр итальянского художника Гвидо Рени под названием «Скорбящая богоматерь».
В усадьбе Вязёмы Музея-заповедника Пушкина работает также интерактивная экспозиция «Ожившие картины», включающая инсталляции с историческими личностями, которые когда-то бывали в усадьбе.
В 2015 году на территории усадьбы Вяземы открылся первый в мире музей, постоянная экспозиция которого посвящена царю Борису Годунову. В 2025 году экспозиция была переработана (куратор В. А. Сизов). В нее были включены археологические находки сделанные на месте дворца Бориса Годунова, а также отражен процесс создания А.С. Пушкиным одноименного произведения.

### Захарово
В 1999 году к 200-летию со дня рождения А. С. Пушкина на месте бывшей дачи бабушки поэта М. А. Ганибал в деревне Захарово, где со времён А. С. Пушкина сохранились воспетые поэтом парк и пруды, был воссоздан дом, в котором в детстве проводил летнее время Пушкин. Захарово стало филиалом музея-заповедника.
Экспозиция музея в Захарово посвящена миру детства великого поэта.
Музей ведёт большую научно-исследовательскую работу. Ежегодно проводятся крупные научные конференции — Голицынские чтения «Хозяева и гости усадьбы Вяземы», Троицкие чтения, Пушкинская конференция «А. С. Пушкин в Подмосковье и Москве», на которые собираются пушкиноведы со всей страны. Работает лекторий, проводятся концерты.